# Tjolpon-Ata
Tjolpon-Ata (ryska: Чолпон-Ата) är en distriktshuvudort i Kirgizistan.   Den ligger i oblastet Ysyk-Köl Oblusu, i den nordöstra delen av landet, 200 km öster om huvudstaden Bisjkek. Tjolpon-Ata ligger 1 630 meter över havet och antalet invånare är 18 595.
Terrängen runt Tjolpon-Ata är varierad.  Det finns inga andra samhällen i närheten. 